# Lange Niezel

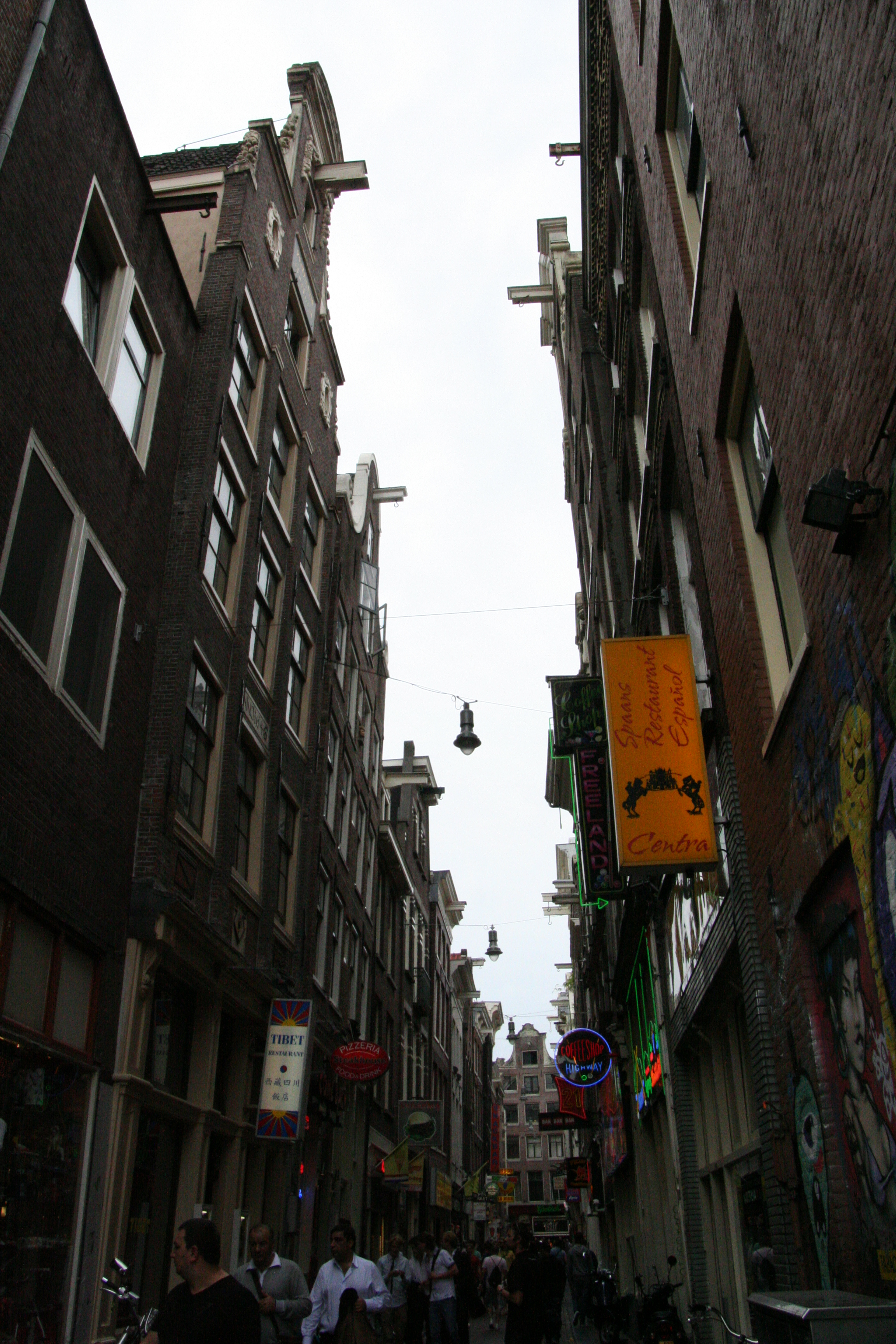
Straatbeeld

De Lange Niezel, met in het verlengde de Korte Niezel, is een smalle straat in het Wallengebied in Amsterdam-Centrum. De straat loopt van de Warmoesstraat in het westen naar de Oudezijds Voorburgwal in het oosten en loopt vandaar verder als de Korte Niezel naar de Oudezijds Achterburgwal.
In de straat bevinden zich 17 rijksmonumenten. Verder bevinden zich in beide straten, naast woningen, hoofdzakelijk sekswinkels, gokhallen, horeca en er wordt raamprostitutie bedreven. De straten zijn verkeersluw en kennen eenrichtingsverkeer richting het oosten.
De naam van de straat is een verbastering van liesdel, een del of dal waar Lies groeit. Oorspronkelijk was het gebied een moerassig land dat lag ten noorden van de hogere grond waar de Oude Kerk was gebouwd. Na 1350 werd de grond opgehoogd en verscheen er bebouwing. Op de plaats van de latere straat bleef de naam Liesdel voortleven maar verbasterde eerst tot Niesdel en daarna tot Niezel. In de zestiende eeuw werd de straat naar de Oudezijds Voorburgwal verlengd naar de Oudezijds Achterburgwal. Deze verlenging kreeg hierbij de naam Korte Niezel terwijl het oorspronkelijke Niezel de naam Lange Niezel kreeg. De brug die beide Niezels met elkaar verbindt heeft een onverbasterde naam en wordt de Liesdelsluis genoemd.
In het AT5 programma "De straten van Amsterdam" stond de straat in een van de afleveringen centraal. In dit programma kwam naar voren dat in de 16e eeuw de straat, evenals de Warmoesstraat, een voorname straat was met de grootste huizen waar de rijkste burgers van Amsterdam woonden. Met de aanleg van de Herengracht en andere nieuwe grachten in de 17e eeuw verhuisden zij daarheen en werd de straat minder voornaam.
Op nummer 15 bevond zich 60 jaar lang, van 1941 t/m 2001, café Monico, dat werd uitgebaat door Saar Heshof, alias Blonde Saar, waar net als in café 't Mandje op de Zeedijk een gemengd publiek van sekswerkers, lesbische vrouwen, homoseksuele mannen en volksjongens kwamen.